# Melibe papillosa
Melibe papillosa is een slakkensoort uit de familie van de Tethydidae. De wetenschappelijke naam van de soort is voor het eerst geldig gepubliceerd in 1867 door de Filippi.